# Świętopełk Raciborowic
Świętopełk  ou Swantopolk  (polonais : Świętopełk Raciborowic) est un prince de Poméranie issu de la famille des Ratiborides, une lignée de la maison de Poméranie.
La seule mention de Swantopolk provient d'un document de l'année 1175, où il apparait avec le duc  Casimir Ier de Poméranie dans un acte par lequel ce dernier donne un village et en échange plusieurs avec le monastère de Grobe. Il est mentionné à la fin de la série des témoins de l'acte comme « Szpenthepolc filius ducis Ratheberni », c'est-à-dire Swantopolk fils du duc Racibor/Ratibor. Ce duc Ratibor est identifié avec Racibor Ier († 1156).
Selon l'historien Johann Ludwig Quandt, Zwinisława (ou Zwnisława) l'épouse du duc de Mestwin Ier de Poméranie devait être une fille de Swantopolk. Son hypothèse repose sur trois noms des quatre fils du couple, qui apparaissent dans l'onomastique de la lignée Ratiboride. Toutefois l'historien Martin Wehrmann estime que cette union est peu probable et que les noms relevés sont très fréquents à cette époque.